# Paměťová bariéra
Paměťová bariéra (anglicky memory barrier, membar nebo memory fence) je označení strojové instrukce procesoru realizující synchronizační bariéru. Její použití zaručuje, že instrukce pracující s pamětí uvedené před ní budou provedeny všechny dříve, než začne provádění instrukcí pracujících s pamětí, které jsou uvedeny za ní. V širším významu může paměťová bariéra znamenat i zvláštní příkaz pro překladač, aby patřičným způsobem zrealizoval překlad.
Motivací pro vznik této instrukce jsou jednak překladače a procesory umožňující přerovnání instrukcí za účelem efektivnějšího využití superskalárních procesorů, jednak souběžné programování, kdy se například dělí o přístup ke stejným datům několik vláken.

## Příklad
Následující příklad představuje provázaný kód běžící na dvou procesorech se společnou pamětí, kde na počátku obsahují proměnné f i x hodnotu 0.
Procesor #1:
```
 
while
 
(
f
 
==
 
0
);

 
// zde musí být paměťová bariéra

 
print
 
x
;

```

Procesor #2:
```
 
x
 
=
 
23
;

 
// zde musí být paměťová bariéra

 
f
 
=
 
1
;

```

Teoreticky by se zdálo, že výsledkem může být pouze vypsání hodnoty 23, neboť dokud není do x dosazeno 23, není ani změněna hodnota f a tedy vlákno na procesoru #1 čeká. V případě procesoru nebo překladače přerovnavajícího instrukce, který „nevidí“ vztahy mezi oběma vlákny, může být nejdřív provedeno dosazení do f a až poté do x, nebo může být pro potřeby výpisu zjišťována hodnota x ještě před koncem čekání na změnu f, tedy následně vypsána hodnota stará.

## Strojové instrukce
Na architektuře x86 je paměťová bariéra realizována instrukcí nazývanou v jazyce symbolických adres MFENCE s opkódem 0F AE F0, která je součástí dodatečné sady instrukcí SSE2 poprvé realizované v procesorech Pentium 4 v roce 2000.